# Argelia en los Juegos Olímpicos de Tokio 2020
Argelia estuvo representada en los Juegos Olímpicos de Tokio 2020 por un total de 44 deportistas, 31 hombres y 13 mujeres, que compitieron en 14 deportes.
Los portadores de la bandera en la ceremonia de apertura fueron el boxeador Mohamed Flisi y la nadadora Amel Melih. El equipo olímpico argelino no obtuvo ninguna medalla en estos Juegos.